# ریخت‌شناسی یخچال طبیعی

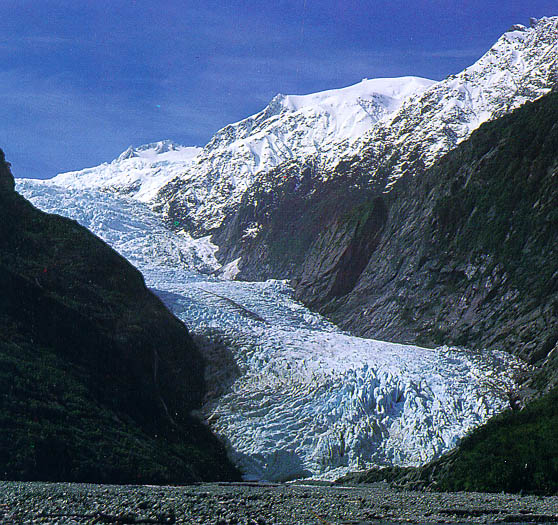
یخچال فرانز جوزف در نیوزیلند

ریخت‌شناسی یخچال طبیعی یا مورفولوژی یخچالی (انگلیسی: Glacier morphology) تحت تأثیر عواملی مانند دما، بارندگی، توپوگرافی و برخی عوامل دیگر است. یخچال‌های طبیعی انواع گوناگونی دارند: از یخسارهای بزرگ و پهناور مانند یخسار گرینلند یا نمونه‌های مشابه در جنوبگان گرفته تا یخچال‌های سیرکی کوچک که در کوهستان‌ها قرار دارند. به‌طور کلی یخچال‌های طبیعی بر اساس محدودشدن جریان یخ توسط توپوگرافی سنگ بستر آن، به دو نوع اصلی یخچال‌های نامحدود و یخچال‌های محدودشده تقسیم‌بندی می‌شوند.

## یخچال‌های نامحدود

### یخسارها و کلاهک‌های یخی

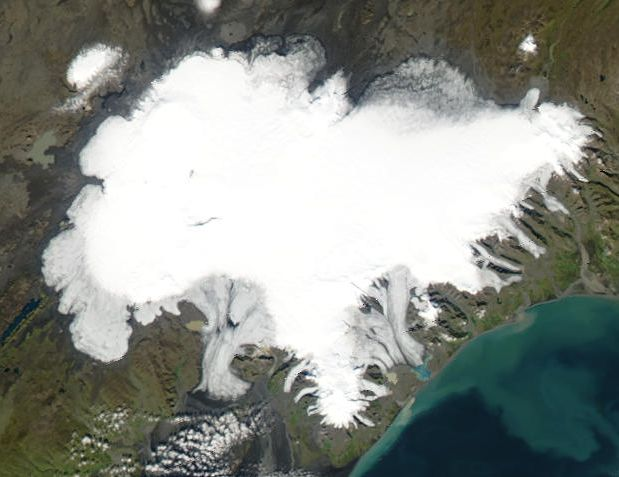
کلاهک یخی واختنایوکوت در ایسلند

یخسارها و کلاهک‌های یخی مناطق گسترده‌ای را می‌پوشانند، با توپوگرافی بستر خود که محدود نشده و جریان شعاعی دارند. مهم‌ترین تمایز بین این دو نوع توده یخی در اندازه سطح آن‌هاست. کلاهک‌های یخی پهنه‌هایی به مساحت کمتر از ۵۰۰۰۰ کیلومتر مربع را می‌پوشانند، در حالی‌که مساحت سطح یخسارها بیش از این مقدار است. یخسارها و کلاهک‌های یخی ممکن است به انواع مختلفی طبقه‌بندی شوند.

### گنبدهای یخی
گنبد یخی به سطح یخی برجسته‌ای گفته می‌شود که در نقطه تجمع یخ یخچال طبیعی واقع در بلندترین نقطه کلاهک یخی یا یخسار قرار دارد. گنبدهای یخی دارای شکل نسبتاً متقارن با سطح کوژ یا سهمی‌وار هستند. این گنبدها به‌طور همسان بر روی یک توده خشکی که ممکن است بر اساس توپوگرافی بستر دارای برآمدگی یا فرورفتگی باشد، گسترش می‌یابند. در یخسارها ضخامت گنبدهای یخی ممکن است به حدی گسترش یابد که از ۳۰۰۰ متر نیز فراتر رود، ولی ضخامت گنبدها در کلاهک‌های یخی حداکثر به چند صد متر می‌رسد. در جزیره‌های یخچالی، گنبدهای یخی معمولاً بلندترین نقطه کلاهک یخی را تشکیل می‌دهند.
کوپوک وستوک پروی واقع در مجمع‌الجزایر فرانز جوزف روسیه نمونه‌ای از گنبدهای یخی به‌شمار می‌رود.

### جریان‌های یخی
جریان‌های یخی یا روان‌یخ‌ها، کانال‌هایی از جریان یخی هستند که به سوی دریا یا اقیانوس سرازیر شده و باعث تغذیه یخ‌تاق‌ها می‌شوند. فرایند یخزایی در مرز میان یخ و آب اتفاق می‌افتد که باعث جدا شدن کوه‌های یخی می‌شود. روان‌یخ‌ها از اطراف توسط یخ‌های دارای حرکت کند محدود می‌شوند.

## یخچال‌های محدودشده

### میدان‌های یخچالی

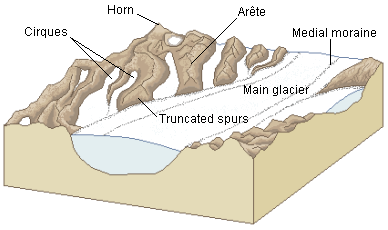
عوارض و پدیده‌های یک چشم‌انداز یخچالی

یک میدان یخچالی محدوده نسبتاً وسیعی را می‌پوشاند که معمولاً در نواحی کوهستانی قرار دارد. توپوگرافی بستر یخچال تعیین‌کننده یا تأثیرگذار بر شکل میدان یخچالی است. در اغلب موارد نوناتاک‌ها از سطح میدان‌های یخچالی بیرون می‌زنند. میدان یخچالی کلمبیا در کوه‌های راکی کانادا، میدان یخچالی پاتاگونیای شمالی و میدان یخچالی پاتاگونیای جنوبی در شیلی و آرژانتین نمونه‌هایی از میدان‌های یخچالی به‌شمار می‌روند.

### یخچال‌های خروجی
یخچال‌های خروجی زبانه‌ای از یخ است که سریعاً به طرف بیرون از کلاهک یخی یا میدان یخی جاری می‌شود و معمولاً از کوهستان به دریا می‌رود.

### یخچال‌های دره‌ای

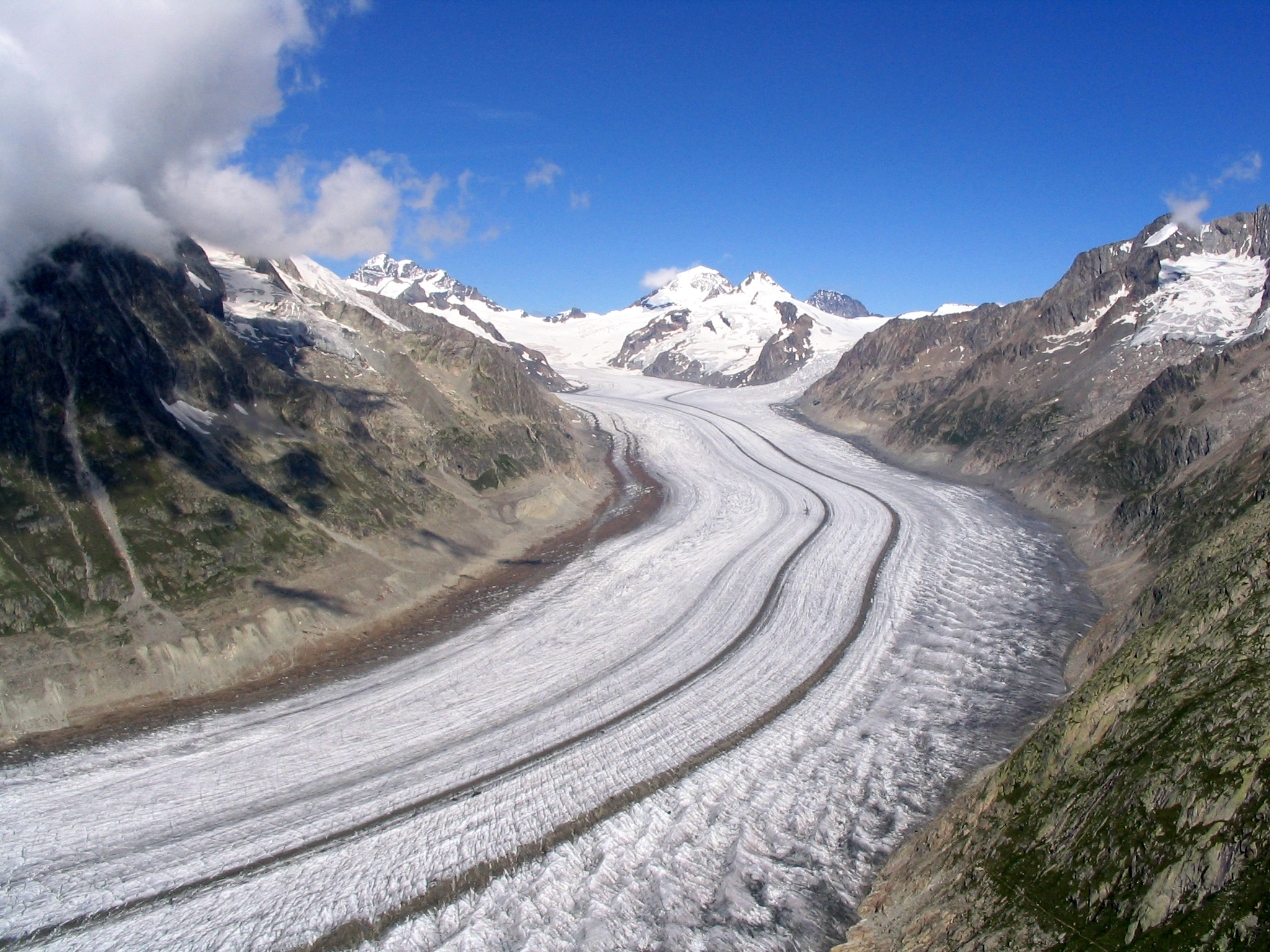
یخچال آلیتچ در آلپ برنی سوئیس

یخچال‌های دره‌ای نوعی یخچال خروجی است که زهکشی میدان‌های یخچالی، کلاهک‌های یخچالی یا یخسارها را انجام می‌دهد و توسط توپوگرافی بستر خود محدود می‌شوند. همچنین این نوع یخچال‌ها ممکن است در نقاط مرتفع رشته‌کوه‌ها با تبدیل برف به یخ پدید آیند. در اغلب موارد سنگ بستر عریان و خالی از یخ و دامنه‌ها، یخچال‌های دره‌ای را احاطه کرده‌اند و با تجمع برف و یخ از نقاط مرتفع بر اثر ریزش بهمن آن را تغذیه می‌کنند. آبدره‌های واقعی زمانی شکل می‌گیرند که یخچال‌های دره‌ای پسروی کرده و فضای خالی ناشی از عقب‌نشینی یخچال با آب دریا پر می‌شود.

### یخچال‌های دشت‌سری

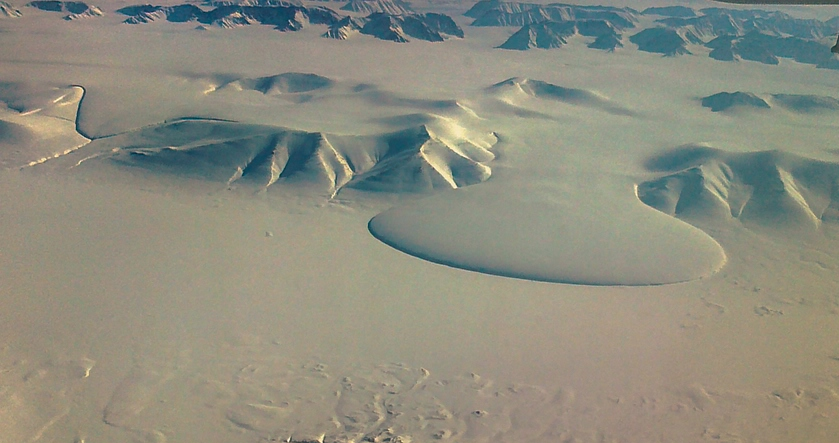
یخچال الفنت فوت (پای فیل)، یک یخچال دشت‌سری معروف در دریاچه رومر در شمال شرق گرینلند

یخچال‌های دشت‌سری نوعی یخچال دره‌ای هستند که بر روی دشت‌های نسبتاً هموار گسترده شده‌اند و بر اثر پخش شدن و گسترش آن‌ها شکلی مانند حباب لامپ پدید می‌آید. یخچال مالاسپینا در آلاسکا بزرگ‌ترین نمونه یخچال دشت‌سری دنیا به‌شمار می‌رود.

### یخچال‌های سیرکی

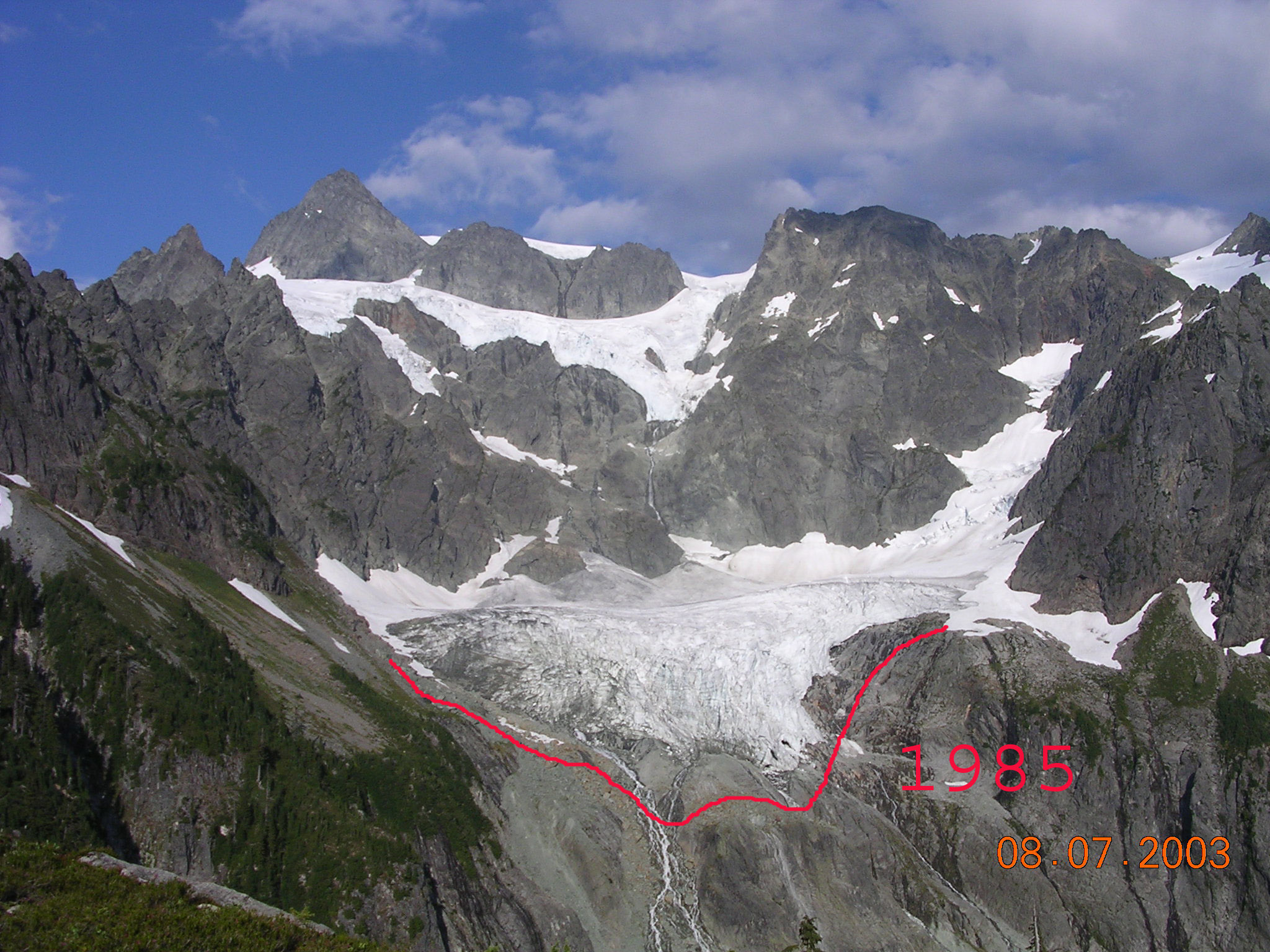
یخچال لوور کورتیس، یک یخچال سیرکی در ایالت واشینگتن آمریکا

برف بر اثر تجمع در دامنه بادپناه کوهستان، در چاله‌های کوچک انباشته شده و طی ماه‌های گرم سال نیز باقی مانده و تبدیل به یخ می‌شود. به این‌گونه یخچال‌ها که دارای دره‌های کاسه‌شکلی به نام سیرک یخچالی در دامنه کوه‌ها هستند، یخچال‌های سیرکی گفته می‌شود.